# Roca del Codó
La Roca del Codó és una muntanya de 1.626 metres que es troba entre els municipis de Cabó i de Coll de Nargó, a la comarca de l'Alt Urgell.